# Personaggi di Otome wa boku ni koishiteru

## Otome wa boku ni koishiteru

### Personaggi principali
Mizuho Miyanokouji (宮小路瑞穂?, Miyanokōji Mizuho)
Il protagonista. Si trasferisce in una scuola femminile per volere del nonno defunto e per questo deve travestirsi da ragazza. Nonostante l'aspetto androgino, però, Mizuho ha sempre paura di essere scoperto, ma viene accolto bene a scuola e diventa subito molto popolare, venendo eletto come onee-sama, ovvero rappresentante delle tradizioni della scuola. Da piccolo aveva poca fiducia in se stesso e seguiva sempre l'amica d'infanzia Mariya; inoltre, sua madre morì di una misteriosa malattia e la sua ultima richiesta al marito fu di non costringere Mizuho a tagliarsi i capelli: il ragazzo li ha quindi sempre avuto lunghi e li ha mantenuti così anche nell'adolescenza. Il cognome che Mizuho usa a scuola è quello della madre, mentre quello vero è Kaburagi (鏑木?). Rivale della famiglia Kaburagi è la Itsukushima perché entrambe sono molto ricche e potenti. Mizuho non capisce subito che Takako fa parte di questa famiglia, ma nonostante questo non la considera una rivale e gli piace molto la sua compagnia. Durante la serie, Mizuho scopre che il nonno ha voluto mandarlo alla Seio per fargli ritrovare un legame con la madre, i cui giorni più felici furono trascorsi proprio all'accademia. Dopo il diploma, entra all'università Shōyō University.
Sion Jujo (十条紫苑?, Jūjō Shion)
Compagna di classe di Mizuho, capisce già al secondo incontro che è un ragazzo, ma decide di mantenere il segreto. Ha un temperamento silenzioso che ispira fiducia. L'anno prima ha trascorso la maggior parte del tempo all'ospedale a causa di una malattia dopo essere stata eletta onee-sama e per questo deve ripetere l'anno. Diventa la consigliera di Mizuho. È stata fidanzata con Kazutaka Itsukushima, il fratello maggiore di Takako, e la sua famiglia fa parte della vecchia aristocrazia. Dopo il diploma, entra all'università Shōyō.
Mariya Mikado (御門まりや?, Mikado Mariya)
Amica d'infanzia di Mizuho e sua cugina perché la madre è la sorella minore del padre del ragazzo, lo conosce molto bene e lo aiuta a travestirsi da ragazza. È molto determinata e a volte violenta; all'inizio si trova a disagio quando scopre che Mizuho non ha effettivamente bisogno di lei perché riesce a cavarsela da solo ed è diventato maturo e sicuro di sé, e non sa come comportarsi con lui. In seguito, scopre di essersi innamorata del ragazzo senza accorgersene. Fa parte del club di atletica. Dopo il diploma va a studiare negli Stati Uniti.
Kana Suoin (周防院奏?, Suōin Kana)
Compagna di dormitorio di Mizuho, ammira moltissimo il ragazzo ed è disposta ad aiutarlo in qualunque maniera possibile. Frequenta il primo anno come Yukari; indossa un grande fiocco rosa che le è stato regalato dal direttore dell'orfanotrofio nel quale ha vissuto per la maggior parte della sua vita. Dopo averle dato il fiocco, il direttore, che amava moltissimo Kana, è morto, e quindi lei non si toglie mai il fiocco dai capelli. Non ha mai visto i suoi genitori naturali, ma il fiocco le ha dato la forza per ottenere una borsa di studio. Fa parte del club di teatro, ma s'innervosisce molto sul palco. Alla fine, diventa la direttrice del club e la sessantaquattresima onee-sama; dopo il diploma, comincia l'università ed entra in una compagnia teatrale.
Yukari Kamioka (上岡由佳里?, Kamioka Yukari)
Studentessa del primo anno, vive nello stesso dormitorio di Mizuho e Mariya. È piena d'energia, ma ha paura dei fantasmi e di ogni cosa spaventosa. Fa parte del club d'atletica; alla fine, diventa la presidentessa del Consiglio Studentesco e il capitano del club.
Takako Itsukushima (厳島貴子?, Itsukushima Takako)
Presidentessa del Consiglio Studentesco, è una ragazza seria e posata. Non esita a prendere le decisioni perché sa che è quello che ci si aspetta da un presidente e che, se non si comporta in questo modo, le studentesse non la seguiranno più. In contrasto alla sua solita personalità, ha anche un lato gentile. Comincia a provare dei sentimenti per Mizuho, ma si sente a disagio perché, non sapendo della vera identità del ragazzo, la vede come una relazione omosessuale. Ha paura dei fantasmi e odia le rane. Alcuni anni prima, Takako fu invitata a entrare nel club d'atletica, ma rifiutò perché nello stesso periodo c'erano le elezioni del Consiglio Studentesco; per questo motivo, Mariya ha sviluppato dell'odio per lei. Essendo molto legata alle tradizioni, è ostile nei confronti di Mizuho perché non riesce a capire come mai una studentessa appena trasferitasi sia stata eletta onee-sama, ruolo che, se non risulta nessuna maggioranza, viene assunto d'ufficio dalla presidentessa del Consiglio Studentesco. Dopo essere stata salvata da Mizuho da un tentativo di rapimento, Takako scopre il suo segreto; dopo il diploma, entra all'università Shōyō.
Ichiko Takashima (高島一子?, Takashima Ichiko)
Un fantasma, aveva una relazione con la madre di Mizuho. Piena di vita ed iperattiva, parla molto velocemente; non capisce subito di essere morta. Nonostante possa toccare le persone, non riesce a prendere in mano gli oggetti e passa attraverso i muri. Non riesce a lasciare il dormitorio a causa di una barriera invisibile.

### Altri personaggi
Hisako Kajiura (梶浦緋紗子?, Kajiura Hisako)
L'insegnante di Mizuho, sa che lui è un ragazzo. È una persona molto aperta che ama aiutare le persone, e distribuisce caramelle alle sue studentesse. Nella visual novel era una studentessa della Seio, ma si è dovuta trasferire a causa del lavoro del padre. In seguito, diventa una scrittrice con il nome Hisa Kamimura.
Kei Takanashi (小鳥遊圭?, Takanashi Kei)
Una strana ragazza nella classe di Mizuho, non mostra le sue emozioni. Dirige il club di teatro.
Michiko Takane (高根美智子?, Takane Michiko)
Compagna di classe di Mizuho, è amica di Kei, ma è una persona socievole e sorridente.
Kimie Sugawara (菅原君枝?, Sugawara Kimie)
Tesoriera del Consiglio Studentesco, segue sempre Takako ed è molto seria.
Shiori Hasegawa (長谷川詩織?, Hasegawa Shiori)
La kohai di Hisako quando frequentava la Seio, suonava il piano.
Sawe Mikura (美倉サヱ?, Mikura Sae)
È la preside della Seio e una suora.
Youko Kadokura (門倉葉子?, Kadokura Yōko)
È la vicepresidentessa del Consiglio Studentesco.
Kanako Ukitsu (烏橘可奈子?, Ukitsu Kanako)
Segretaria del Consiglio Studentesco al primo e al secondo anno, diventa la vicepresidentessa al terzo anno. Parla lentamente.
Kayano Kouhara (香原茅乃?, Kouhara Kayano)
È la presidentessa del club di ikebana.
Sachiho Miyanokouji (宮小路幸穂?, Miyanokōji Sachiho)
La madre di Mizuho, è morta. Ha frequentato la Seio, dove è stata la onee-sama e ha avuto una relazione con Ichiko.
Yoshiyuki Kaburagi (鏑木慶行?, Kaburagi Yoshiyuki)
È il padre di Mizuho.
Mitsuhisa Kaburagi (鏑木光久?, Kaburagi Mitsuhisa)
È il nonno di Mizuho.
Hisaishi (久石?, Hisaishi)
È l'avvocato della famiglia Kaburagi.
Soichiro Itsukushima (厳島壮一郎?, Ishukushima Sōichirō)
Il padre di Takako, è il presidente del gruppo Itsukushima. Takako lo odia perché ha delle amanti.
Isako Tachikawa (立川イサコ?, Tachikawa Isako)
È un'insegnante della Seio.

### Drama-CD
Kaede Orikura (織倉楓?, Orikura Kaede)
Domestica dei Kaburagi, ha vissuto nello stesso orfanotrofio di Kana e alla fine sposa il padre di Mizuho.
Nao Sakurai (桜井夏央?, Sakurai Nao)
Membro del club d'atletica, è innamorata di Mariya.
Tsubaki Fujimoto (藤本椿?, Fujimoto Tsubaki)
È una donna di mezza età che dice di essere una strega. È un'ottima cuoca.
Momoko Matsushita (松下桃子?, Matsushita Momoko)
È la presidentessa del Consiglio Studentesco dell'università di Mizuho, Sion e Takako. Parla il dialetto del Kansai.

## Otome wa boku ni koishiteru - Futari no elder

### Personaggi principali
Chihaya Kisakinomiya (妃宮千早?, Kisakinomiya Chihaya)
Il protagonista. Si trasferisce alla Seio da una scuola maschile; non si fida delle persone, soprattutto dei maschi. Ha deciso di lasciare la sua scuola perché, a causa dell'aspetto e del comportamento femminile, era oggetto di scherno. Dopo essersi rifiutato di tornare a scuola, sua madre gli ordina di andare alla Seio. Usa il cognome della madre, mentre il suo vero cognome è Mikado (御門?) ed è il cugino di Mariya perché suo padre è il fratello minore del padre di Mariya. Conosce Mizuho, ma non gli piace perché viene sempre paragonato a lui; i suoi sentimenti per Mizuho, in seguito, cambiano quando sente i racconti della sua esperienza alla Seio. La nonna materna viene dall'Europa del Nord e lui ha i capelli grigi a causa dell'atavismo; si comporta da donna in modo perfetto ed è bravo nello studio e nello sport. Diventa la settantacinquesima onee-sama con Kaoruko.
Kaoruko Nanahara (七々原薫子?, Nanahara Kaoruko)
Personaggio anche di Sakura no sono no étoile, ha una personalità dura perché è stata cresciuta dal padre dopo la morte della madre. La sua senpai al dormitorio è Kana ed è molto brava nel kendō. Ha dei complessi sulla sua femminilità e, anche se sa che Chihaya è un maschio, lo supporta. Diventa la settantacinquesima onee-sama con Chihaya.
Fumi Watarai (度會史?, Watarai Fumi)
Di un anno più piccola rispetto a Chihaya e Kaoruko, la sua famiglia lavora per i Kisakinomiya da generazioni e per questo è leale a Chihaya. Quando è di cattivo umore è molto silenziosa.
Kayleigh Glanzelius (ケイリ・グランセリウス?, Keiri Guranseriusu)
Di un anno più piccola rispetto a Kaoruko, suo padre è asiatico e sua madre del Nord Europa, e per questo ha la pelle e i capelli scuri e gli occhi verdi. Non ha nessuna esperienza di vita scolastica. Sa di non essere una studentessa ordinaria della scuola e le piace; si comporta da ragazza misteriosa ed è brava con l'oroscopo. Entra nel club di nuoto.
Awayuki "Yuki-chan" Reizei (冷泉淡雪?, Reizei Awayuki)
Compagna di classe di Kayleigh's classmate, ha i capelli biondi e ama leggere libri. Non va molto bene negli studi perché preferisce leggere piuttosto che studiare per i test. I suoi genitori sono dei maestri nell'ikebana e si unisce al club insieme a Chihaya, per il quale sviluppa della rivalità in questo campo. Utano è una sua intima amica.
Utano "Uta-chan" Sasou (哘雅楽乃?, Sasō Utano)
Di un anno minore rispetto a Chihaya, è la presidentessa del club di ikebana e visita spesso il club di giardinaggio. I suoi genitori la trattano severamente e per questo desidera essere libera fin dal profondo del cuore. Ha movenze eleganti ed è molto popolare a scuola. Tiene molto a Chihaya perché non fa favoritismi.
Kaori Kamichika (神近香織理?, Kamichika Kaori)
Nello stesso anno di Kaoruko, entra nel dormitorio a metà del secondo anno. È molto amichevole, ma a scuola ha una cattiva reputazione e tutti la tengono a distanza. È matura, ma ama prendere in giro le amiche. È lesbica e, nonostante scopra il segreto di Chihaya, lo tiene per sé.
You Kashiwagi (栢木優雨?, Kashiwagi Yū)
Una nuova studentessa, la sua senpai è Hatsune. È di costituzione debole.
Hatsune Minase (皆瀬初音?, Minase Hatsune)
In Sakura no sono no étoile, Hatsune, nello stesso anno di Kaoruko, entra al dormitorio. I suoi genitori si sono trasferiti a New York a causa del lavoro del padre, mentre lei è rimasta in Giappone. È timida e all'inizio un po' spaventata da Kaoruko. La sua senpai è Yukari e si unisce al club di atletica. In Otoboku 2, diventa la presidentessa del Consiglio Studentesco dopo Yukari.

### Altri personaggi
Hinata Kudou (宮藤陽向?, Kudō Hinata)
Una nuova studentessa, sua madre si è risposata e ha deciso di farle godere i primi anni della nuova vita senza di lei. La sua senpai è Kaori.
Sayoko Ukitsu (烏橘沙世子?, Ukitsu Sayoko)
La sorella minore di Kanako, è una ragazza frizzante della stessa età di Hatsune. Nel secondo anno è la tesoriera del Consiglio Studentesco, mentre nel terzo la vicepresidentessa.
Sae Isurugi (石動塞?, Isurugi Sae)
Dello stesso anno di Kaoruko, è la direttrice del club di scienze.
Makiyo Shingyouji (真行寺茉清?, Shingyōji Makiyo)
Compagna di classe di Kaoruko e Chihaya, le sue amiche più intime sono Kaoruko e Kiyora. Quando è di cattivo umore, non presta attenzione a nessuno.
Kiyora Makita (蒔田聖?, Makita Kiyora)
Compagna di classe di Kaoruko e Chihaya, ha alcuni fratelli minori ed è brava nei lavori domestici.
Sakura Tsuchiya (土屋さくら?, Tsuchiya Sakura)
Dello stesso anno di Fumi, è la segretaria del Consiglio Studentesco.
Yayako Tachibana (立花耶也子?, Tachibana Yayako)
È una nuova studentessa e tesoriera del Consiglio Studentesco.
Eri Nishina (仁科衛里?, Nishina Eri)
È amica e compagna di classe di Fumi.
Kaho Tomosaka (友坂花帆?, Kaho Tomosaka)
È in classe con Fumi ed è l'amica più intima di Eri.
Shinako Fujisawa (藤沢姿子?, Shinako Fujisawa)
Dello stesso anno di Chihaya e Kaoruko, è a capo del club di giardinaggio.
Koyori Chikura (千倉こより?, Chikura Koyori)
Compagna di classe di Chihaya e Kaoruko, è il capitano della squadra di pallavolo.
Harumi Kimihara (君原春美?, Kimihara Harumi)
È di un anno minore rispetto a Kaoruko.
Mizusawa Reika (水沢玲香?, Reika Mizusawa)
Di un anno minore rispetto a Kaori, è la vicepresidentessa del club di teatro.
Jun Hayase (早瀬淳?, Hayase Jun)
In classe con Kayleigh, chiede a Kaori consigli d'amore.
Chitose Mikado (御門千歳?, Mikado Chitose)
La sorella gemella di Chihaya, è morta all'età di dieci anni. Appare come fantasma per sostenere il fratello.
Taeko Mikado (御門妙子?, Mikado Taeko)
La madre di Chihaya, è rimasta sconvolta dalla morte di Chitose.
Kunihide Mikado (御門邦秀?, Mikado Kunihide)
Il padre di Chihaya, non è in buoni rapporti con il figlio. È un diplomatico.
Kouzou Mikado (御門公造?, Mikado Kōzō)
Il padre di Mariya, è molto ansioso per il rapporto tra Chihaya e Kunihiko.
Kiyoka Mikado (御門清花?, Mikado Kiyoka)
La madre di Mariya, è stata una studentessa della Seio.
Junichi Ryuzouji (龍造寺順一?, Rūzōji Junichi)
La guardia del corpo di Kaoruko, capisce subito che Chihaya è un maschio.
Genzou Nanahara (七々原玄蔵?, Nanahara Genzō)
Il padre di Kaoruko, ha un'agenzia di credito.
Masaji Watarai (度會まさ路?, Watarai Masaji)
È la bisnonna di Fumi e la matriarca della famiglia Watarai.
Katsuya Hasumi (蓮見克也?, Hasumi Katsuya)
Il guardiano di Kaori, in realtà è il vero padre della ragazza, ma lei non lo sa.
Touko Kamichika (神近籐子?, Kamichika Tōko)
La madre defunta di Kaori, era una geisha in un hanamachi.